# Psychotria osiana
Psychotria osiana är en måreväxtart som beskrevs av W.N.Takeuchi och Pipoly. Psychotria osiana ingår i släktet Psychotria och familjen måreväxter. Inga underarter finns listade i Catalogue of Life.